# Хайнрих Австрийски
Хайнрих Австрийски Бабенберг Жестоки (на немски: Heinrich von Österreich (Babenberger), „der Grausame“, „der Gottlose“; * 1208, † 29 ноември 1227/1228) е (наследствен)-херцог на Австрия . Той се бунтува против баща си, трябва да му се подчини и умира преди него.

## Живот
Той е вторият син на херцог Леополд VI Бабенберг (1176 – 1230) от Австрия и Щирия, и съпругата му Теодора Ангелина (1180 – 1246), дъщеря (или внучка) на византийския император Исаак II Ангел. По-малкият му брат Фридрих II e херцог на Австрия (1211 – 1246).
Хайнрих е определен за църковна кариера. През 1216 г. по-големият му брат Леополд (1207 – 1216) пада от дърво и умира на девет години. Хайнрих става наследник на трона. Най-голямата му сестра Маргарет (1204 – 1266) e омъжена 1225 г. за германския крал Хайнрих VII, и 1252 г. за краля на Бохемия Отокар II, разведена 1261/62.
Хайнрих се жени на 20 ноември 1225 г. в Нюрнберг за Агнес (1205 – 1246), ландграфиня от Тюрингия, дъщеря на Херман I, ландграф на Тюрингия, и втората му съпруга София, дъщеря на херцог Ото I от Бавария. Агнес е сестра на Лудвиг IV Светия.
Хайнрих се съюзява с Отокар II. През 1226 г. баща му отива в Италия и Отокар II нахлува в Австрия и я унищожава. Наследственият херцог Хайнрих му помага, понеже зестрата на съпругата му е взета за сватбения проект на баща му. Бохемските войници са изгонени от маршал Хайнрих фон Куенринг от страната. Хайнрих изгонва майка си от нейната резиденция, замъка в Хайнбург. След завръщането на баща му той му се подчинява, но неразбирателството с Бохемия остава във фамилията. Хайнрих умира малко след това по време на пътуване с баща му в Швабия през 1227/1228 г. Гробният му камък се намира в манастир „Свети Кръст“ в Долна Австрия. Той получава през 1489 г. допълнителното име Жестоки.
Вдовицата му Агнес се омъжва през 1229 г. за херцог Албрехт I от Саксония (1175 – 1261), вдовец на нейната снаха Агнес Австрийска (* 1206; † 29 август 1226), дъщеря на херцог Леополд VI Бабенберг. С него тя има две дъщери.

## Деца
Хайнрих и Агнес имат една дъщеря:
- Гертруда (1228 – 1288), омъжена I. през 1246 г. за Владислав Моравски, син на крал Венцеслав I от Бохемия († 3 януари 1247), II. 1248 г. за маркграф Херман VI от Баден, III. лятото 1252 г. за Роман фон Халиц (1230 – 1261), 1251/52 херцог на Австрия, развод 1253 г.